# Cracker (voedsel)
Een cracker is een soort biscuit die is ontstaan als vorm van scheepsbeschuit.

## Geschiedenis
In 1792 maakte John Pearson uit Newburyport, Massachusetts, een cracker-achtig broodproduct met bloem en water, dat hij "pilot bread" noemde. Dit was een groot succes bij zeelieden, vanwege de lange houdbaarheid. Het werd bekend als hardtack of scheepsbeschuit.
De eerste echte cracker ontstond toen een andere bakker uit Massachusetts, Josiah Bent, in 1801 een beschuitje aanbrandde in zijn steenoven. Het krakend geluid dat dit maakte inspireerde tot de naam cracker (Engels voor kraker).